# Фулкер
Фулке́р (фр. Fulcaire, лат. Fulcarius; умер в 769) — епископ Льежа (около 747—769), первый из глав Льежской епархии, который не был канонизирован.

## Биография
Одни предания говорят, что Фулкер происходил из древней знатной семьи в Пуату, другие, что его отцом был граф Лувена. Около 747 года он стал на льежской кафедре преемником умершего, вероятно, в 746 году святого Флориберта. В одном из изводов «Лобских анналов», составленном в X веке, но в котором использовались какие-то значительно более ранние источники, смерть Флориберта датируется 21-м годом правления византийского императора Льва III Исавра (то есть 736 годом). Однако историки считают эту дату ошибочной и относят смерть предшественника Фулкера ко времени по крайней мере на десять лет позднее.
Первое достоверное свидетельство о Фулкере как епископе Льежа относится к 748 году, когда он упоминается среди адресатов письма, направленного папой римским Захарием иерархам Франкского государства. В этом послании папа благодарит тринадцать франкских прелатов за их верность делу церкви и призывает сотрудничать с папским легатом, святым Бонифацием.
О епископстве Фулкера известно не очень много: в мае 757 года он подписал дарственную грамоту епископа Меца Хродеганга, данную тем аббатству в Горзе, а в 762 году принял участие в работе церковного собора в Аттиньи. Король Франкского государства Пипин Короткий несколько раз (в 752, 760 и 762 году) посещал Льежскую епархию. Во время последнего посещения, 13 августа 762 года, Пипин вместе со своей женой Бертрадой передали епископу Фулкеру опеку над основанным ими ранее Прюмским аббатством, наделили обитель большим количеством имущества и земель и предоставили монахам право самим выбирать себе аббата. Хроники сообщают, что Фулкер оставил своему преемнику епархию более богатой, чем получил от своего предшественника.
В епископство Фулкера Льежская епархия два раза меняла свою митрополию: в начале его понтификата епископство входило в состав Трирского диоцеза, затем Майнцского диоцеза, а к концу его жизни было подчинено новообразованному Кёльнскому архиепископству.
Дата смерти Фулкера точно не установлена. Лоббские анналы датируют это событие 769 годом, что соответствует 23-м годам понтификата, которыми наделяет Фулкера один из старинных каталогов льежских епископов. Однако некоторые историки приводят и другие даты его возможной смерти — 765 или 768 годы. Возможно, Фулкер был похоронен в крипте собора Сен-Ламберт в Льеже, в котором он в поминался ежегодно 20 августа. Его преемником на льежской кафедре стал епископ Агильфрид.